# Sinophorus lanceolatus
Sinophorus lanceolatus là một loài tò vò trong họ Ichneumonidae.